# Filippo Magli
Filippo Magli (Empoli, 29 april 1999) is een Italiaans wielrenner die anno 2023 rijdt voor Green Project-Bardiani-CSF-Faizanè.

## Carrière
Magli is geboren in Empoli maar groeide op in Montelupo Fiorentino. In 2023 behaalde hij zijn eerste profzege, hij won de eerste editie van de Muur Classic Geraardsbergen. In 2023 nam hij voor het eerst deel aan de Ronde van Italië waar hij als 106e zou eindigen in het eindklassement.

## Overwinningen
2023
Muur Classic Geraardsbergen

## Resultaten in voornaamste wedstrijden
| Jaar | Ronde van Italië | Ronde van Frankrijk | Ronde van Spanje |
| ---- | ---------------- | ------------------- | ---------------- |
| 2023 | 106e             |                     |                  |
| 2024 |                  |                     |                  |
| 2025 | 116e             |                     |                  |

| Jaar | Milaan-San Remo | Ronde van Lombardije | Strade Bianche |
| ---- | --------------- | -------------------- | -------------- |
| 2023 | 64e             | 87e                  | 111e           |
| 2024 | 50e             |                      |                |
| 2025 |                 |                      |                |

## Ploegen
- 2018 –  Mastromarco Sensi Nibali
- 2019 –  Mastromarco Sensi Nibali
- 2020 –  Mastromarco Sensi Nibali
- 2021 –  Mastromarco Sensi Nibali (tot 31-7)
- 2021 –  Bardiani CSF Faizanè (per 01-08)
- 2022 –  Mastromarco Sensi Nibali (tot 31-7)
- 2022 –  Bardiani CSF Faizanè (per 01-08)
- 2023 –  Green Project-Bardiani-CSF-Faizanè
- 2024 –  VF Group-Bardiani CSF-Faizanè
- 2025 –  VF Group-Bardiani CSF-Faizanè

Battaglin · Bonillo · Cañaveral · Colnaghi · Covili · El Gouzi · Fiorelli · Gabburo · Marcellusi · Martinelli · Mazzucco · Modolo · Mulubrhan (vanaf 21/4) · Nieri · Pellizzari · Pinarello · Rastelli · Santaromita · Tarozzi · Tolio · Tonelli · Trainini (tot 5/4) · Visconti (tot9/3) · Zana · Zanoncello · Zoccarato · Magli (stagiair)
Bonillo · Colnaghi · Conforti · Covili · El Gouzi · Fiorelli · Gabburo · Lucca · Magli · Marcellusi · Martinelli ·  Mulubrhan · Nieri · Paletti · Pellizzari · Petrucci (tot 9/2) · Pinarello · Rastelli · Santaromita · Scalco · Scott (tot 20/7) · Tarozzi · Tolio · Tonelli · Zanoncello · Zoccarato · Cadena (stagiair) · Cavallo (stagiair) · Rojas (stagiair)
Biagini · Colnaghi · Conforti · Covili · Fiorelli · Gabburo · Lucca · Magli · Marcellusi · Martinelli · Paletti · Pellizzari · Pinarello · Pinazzi · Pozzovivo (vanaf 25/2) · Rojas · Scalco · Tarozzi · Tolio · Tonelli · Turconi · Zanoncello · Zoccarato